# Villa Nirvana
La villa Nirvana est une villa située au Touquet-Paris-Plage dans le département du Pas-de-Calais en France. Les façades et les toitures de la villa font l’objet d’une inscription au titre des monuments historiques depuis le 18 décembre 1998.

## Localisation
Cette villa est sise à l'angle sud-est de l'avenue du Château (no 692) et de l'avenue des Roses.

## Construction
Cette villa a été construite en 1910 sur les plans de l'architecte Albert Pouthier, puis agrandie en 1925. C'est une villa typique des constructions touquettoises de cette époque.
Cette maison est la  première à avoir été construite dans cette forêt. Elle avait été offerte pour un anniversaire de mariage.

## Origine du nom
Le nom "Nirvana", viendrait des parents de la mariée qui auraient fait un voyage en Inde.

## Pour approfondir

### Ouvrages
- Philippe Holl, Le Touquet-Paris-Plage, Saint-Cyr-sur-Loire, Alan Sutton, mars 2004, 127 p. (ISBN 2-84910-021-8)

1. ↑  p. 110

### Autres sources
1. ↑  « Villa Nirvana », notice no PA62000029, sur la plateforme ouverte du patrimoine, base Mérimée, ministère français de la Culture